# P
La p (en mayúscula P, nombre pe, plural pes) es la decimoséptima
letra y la decimotercera consonante  del alfabeto español, y la decimosexta letra del alfabeto latino básico.
En español representa una consonante obstruyente, oclusiva, bilabial y sorda.
Esta letra representa al elemento químico fósforo.

## Historia
Corresponde a la letra P del alfabeto latino o romano, que tomó del griego el modelo de trazado anguloso, y solo en el siglo I aparecen las formas cerradas. La P mayúscula visigótica tenía la forma de la letra capital romana. La P gótica del siglo XIII empieza a escribirse con un solo trazo continuo.
| Proto-Semítico . | Fenicio P | Griego arcaico Pi | Griego Pi | Etrusco P | Latín P |
| ---------------- | --------- | ----------------- | --------- | --------- | ------- |
|                  |           |                   |           |           |         |

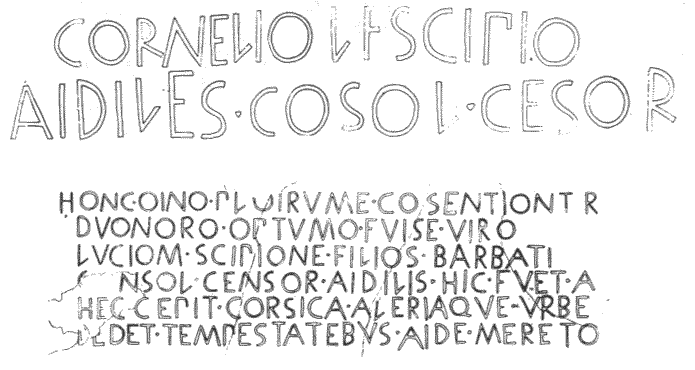
Inscripción arcaica romana (tumba L. C. Escipión). Las P aún se parecen a la π griega.
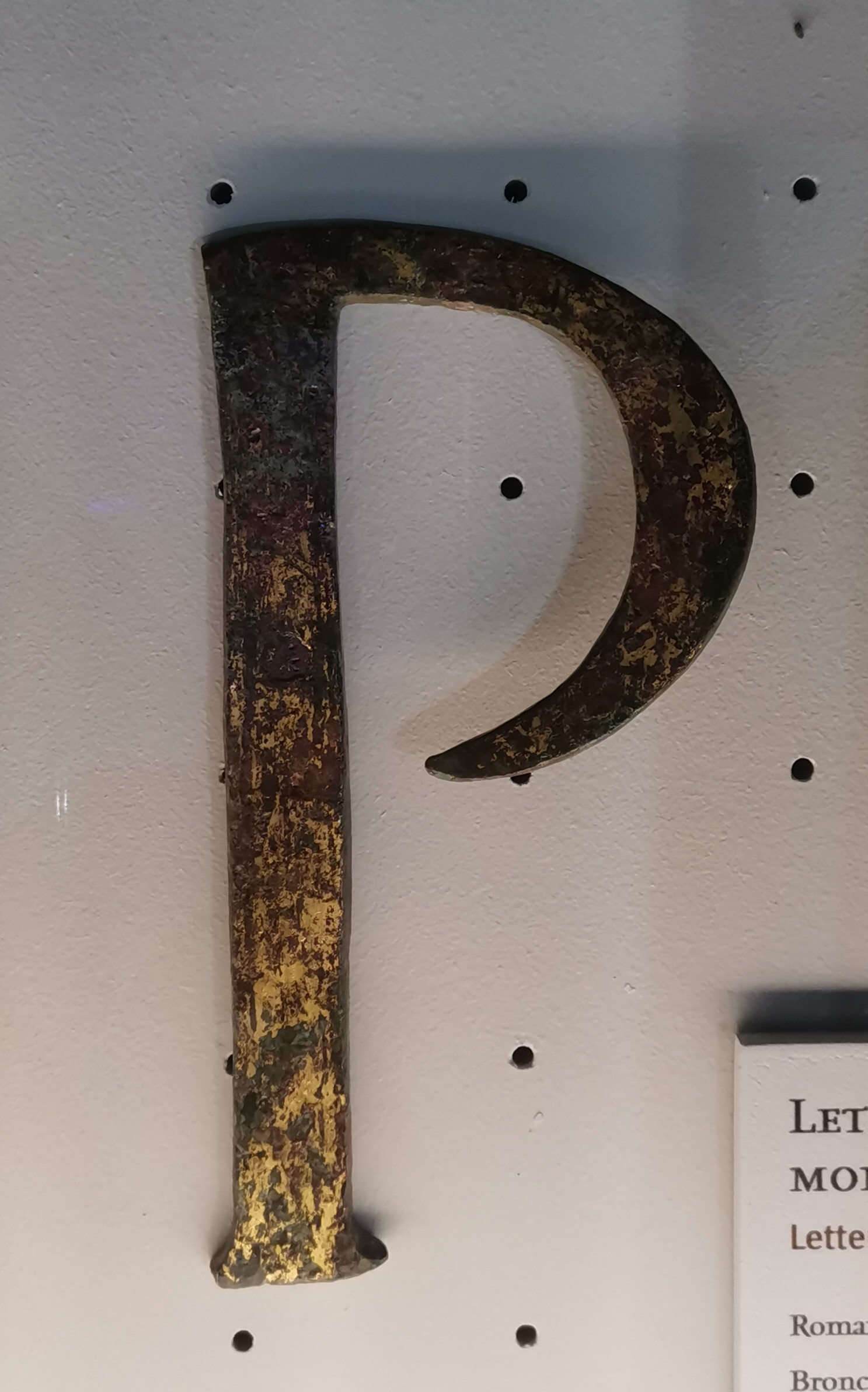
Pe romana en bronce. Nótese como no está cerrada.

## Representaciones Alternativas
En alfabeto fonético aeronáutico se le asigna la palabra Papa.
En código Morse es:  ·--· 

Banderas de señales
Alfabeto semáforo
Lectura Braille
Alfabeto manual